# Skrajne Białczańskie Wrótka
Skrajne Białczańskie Wrótka (niem. Vorderes Froschtörl, słow. Predné bielovodské vrátka, węg. Elülső-Békás-kapu, ok. 2055 m) – przełączka w Żabiej Grani na granicy polsko-słowackiej. Znajduje się pomiędzy Skrajną Białczańską Basztą (ok. 2085 m) a Białczańską Czubką (ok. 2060 m). Na zachodnią (polską) stronę opada z niej skalny żlebek, niżej przechodzący w szeroką i trawiastą depresję uchodzącą do Pośredniego Białczańskiego Żlebu. Na północno-wschodnią (słowacką) stronę z przełączki opada wąski i głęboko wcięty żleb, uchodzący do trawników w dolnej części ściany. Najgłębiej wcięty jest w dolnej części. Jego przejście to II w skali tatrzańskiej.

## Taternictwo
Zachodnie (polskie) ściany Białczańskich Baszt udostępnione są do uprawiania taternictwa. Żlebkiem przełączki prowadzi droga wspinaczkowa. Strona wschodnia (słowacka) znajduje się w zamkniętym dla turystów i taterników obszarze ochrony ścisłej Tatrzańskiego Parku Narodowego.
1. Zachodnim żlebkiem; II, czas przejścia 15 min[2]
2. Granią od Pośredniej Białczańskiej Przełęczy do Żabich Wrótek. Pierwsze przejście: Edward W. Janczewski 25 lipca 1909 r. Obecna wycena tego przejścia to II, czas przejścia 30 min[2]. Pierwsze przejście zimowe: Alojz Krupitzer i w. Spitzkopf 30 kwietnia 1936 roku[4].